# Steffi Walter
Steffi Walter nata Martin (Schlema im Erzgebirge, 17 settembre 1962 – 21 giugno 2017) è stata una slittinista tedesca orientale.

## Biografia
Inizialmente conosciuta come Steffi Martin, dopo il matrimonio con Gernot Walter avvenuto nel 1986 ha gareggiato con il cognome del marito, e solo saltuariamente viene indicata con il doppio cognome.
Esordì in Coppa del Mondo nella stagione 1981/82, conquistò il primo podio il 24 gennaio 1982 nel singolo a Königssee (2ª) e la prima vittoria il 21 febbraio 1982 sempre nel singolo e sempre a Königssee. Trionfò in classifica generale nella specialità del singolo nell'edizione del 1983/84 a pari merito con Bettina Schmidt.
Prese parte a due edizioni dei Giochi olimpici invernali, riuscendo a conquistare entrambe le volte la medaglia d'oro nel singolo, sia a Sarajevo 1984 sia a Calgary 1988. È stata la prima donna dello slittino che sia riuscita a bissare il titolo vinto quattro anni prima, eguagliata in questa impresa solo da Sylke Otto.
Dopo essersi già ritirata dalle competizioni nel 1987 ed aver dato alla luce un figlio, decise di tornare a gareggiare poco prima dei Giochi di Calgary 1988. Inizialmente però non avrebbe dovuto partecipare alla competizione olimpica, infatti solo tre atlete per ogni squadra nazionale possono prendere il via nelle gare a cinque cerchi del singolo e lei ottenne il quarto tempo nelle prove interne alla squadra della Germania orientale, ma dopo che la federazione tedesca le diede qualche settimana di preparazione in più i suoi tempi migliorarono, e quindi poté partecipare alla competizione e bissare il suo oro olimpico. Dopo questa vittoria si ritirò definitivamente dalle gare, anche a causa dei gravi problemi alla schiena dovuti ad anni di competizioni.
Ai campionati mondiali ottenne due titoli iridati nel singolo, a Lake Placid 1983 e ad Oberhof 1985. Nelle rassegne continentali vinse due medaglie d'argento nel singolo.

## Palmarès

### Olimpiadi
- 2 medaglie:
  - 2 ori (singolo a Sarajevo 1984; singolo a Calgary 1988).

### Mondiali
- 2 medaglie:
  - 2 ori (singolo a Lake Placid 1983; singolo ad Oberhof 1985).

### Europei
- 2 medaglie:
  - 2 argenti (singolo a Winterberg 1982; singolo ad Hammarstrand 1986).

### Coppa del Mondo
- Vincitrice della Coppa del Mondo nella specialità del singolo nel 1983/84.
- 11 podi (tutti nel singolo):
  - 6 vittorie;
  - 3 secondi posti;
  - 2 terzi posti.

#### Coppa del Mondo - vittorie
| Data             | Luogo        | Paese          | Disciplina |
| ---------------- | ------------ | -------------- | ---------- |
| 21 febbraio 1982 | Königssee    | Germania Ovest | Singolo    |
| 26 febbraio 1984 | Königssee    | Germania Ovest | Singolo    |
| 4 marzo 1984     | Oberhof      | Germania Est   | Singolo    |
| 3 febbraio 1985  | Hammarstrand | Svezia         | Singolo    |
| 24 febbraio 1985 | Königssee    | Germania Ovest | Singolo    |
| 16 febbraio 1986 | Lake Placid  | Stati Uniti    | Singolo    |